# Алексеевка (Бильмакский район)
Алексе́евка (укр. Олексі́ївка) — село, Смирновский сельский совет, Бильмакский район, Запорожская область, Украина.
Код КОАТУУ — 2322787003. Население по переписи 2001 года составляло 1355 человек.

## Географическое положение
Село Алексеевка находится на левом берегу реки Берда, недалеко от её истоков,
ниже по течению примыкает село Бережное,
на противоположном берегу — сёла Вершина Вторая, Смирново и Титово.
По селу протекает несколько пересыхающих ручьёв с запрудами.
Через село проходит автомобильная дорога Т-0815.
Рядом проходит железная дорога, станция Бельманка в 3,5 км.

## Экономика
- "АФ Олексіївка", ООО.

## Объекты социальной сферы
- Школа.

## Известные люди
- Карацупа Никита Фёдорович (1910—1994) — Герой Советского Союза, полковник пограничной службы, родился в селе Алексеевка.
- Демьяненко Иван Никитович (1917—1978) — Герой Советского Союза, родился в селе Алексеевка.